# Silvio Brabo

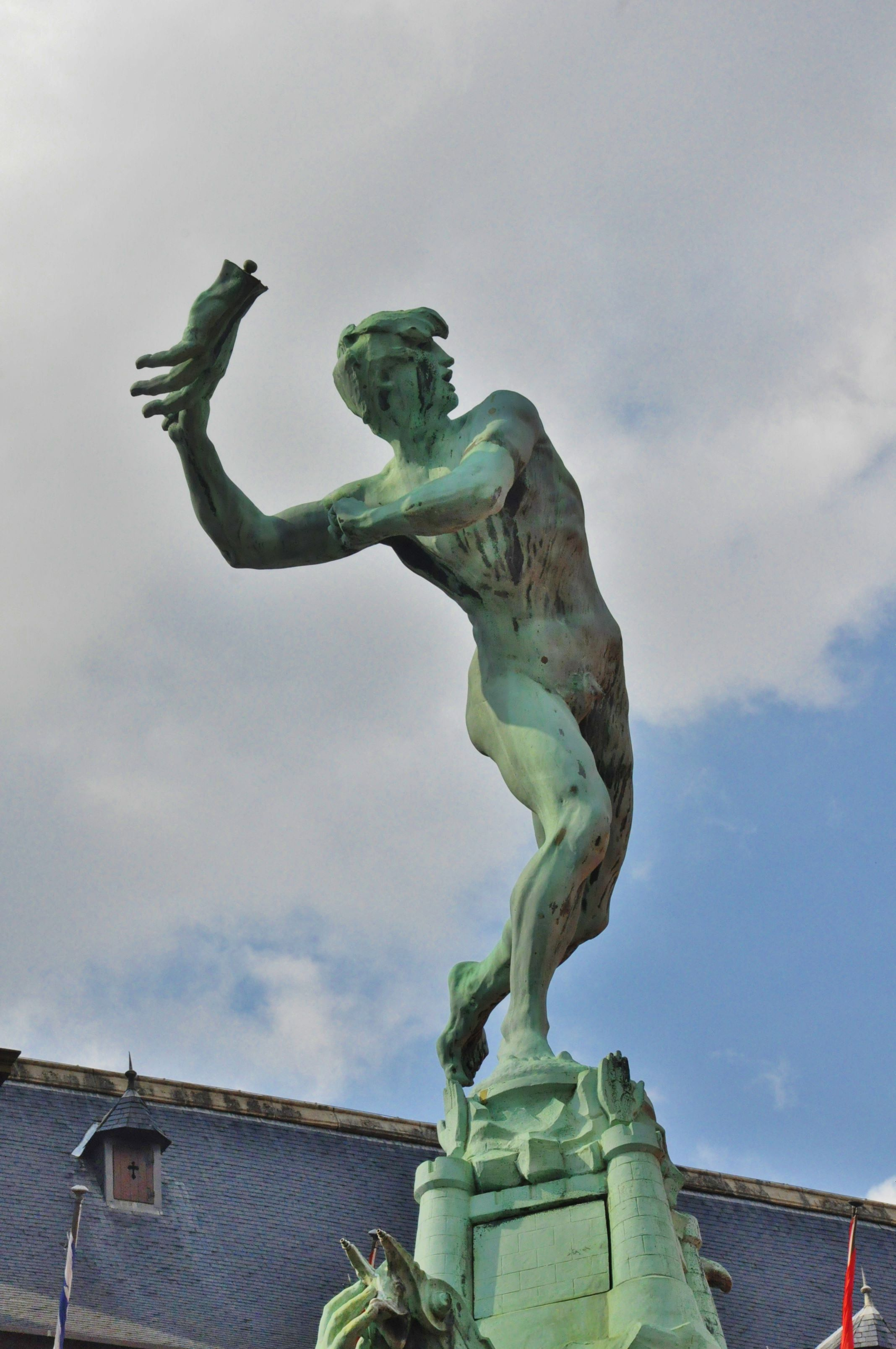
Estatua de Silvio Brabo en Amberes.

Silvio Brabo es, según la leyenda, un soldado romano que mató a un gigante. Brabo dio nombre a la región de Brabante y su historia también, quizá, sirvió para nombrar a Amberes (que etimológicamente puede significar “lanzar o arrojar mano”). 
Brabo mató al gigante Druon Antigoon, quien cobraba un peaje por cruzar el puente sobre el río Escalda. Cuando los viajeros no querían pagar, el gigante les cortaba una mano y la echaba al río. Por ello, Brabo le cortó la mano y la arrojó al río.
En la Grote Markt de Amberes la llamada Fuente de Brabo recuerda al personaje y su leyenda.

## En música
Se le cita en la canción Antwerpen, interpretada por el grupo británico Enter Shikari.